# Calculating Ada: The Countess of computing
Calculating Ada: The Countess of Computing es un documental creado por la BBC que explica la historia de una de las pioneras del mundo de la computación: Ada Lovelace. La historia está narrada por la doctora Hannah Fry, una matemática, autora, presentadora y conferenciante británica muy reconocida.
Ada Lovelace fue condesa de la computación. En este documental se hace un recorrido por la corta vida de esta matemática. Lovelace ayudó a crear el primer ordenador mecánico y fue la primera persona en escribir el primer programa informático, aunque fue refutado por Charles Babbage. 

## La protagonista: Ada Lovelace
Ubicamos la vida de Ada Lovelace en la primera mitad del s. XIX, en la etapa conocida como época victoriana. Su padre era el gran poeta inglés Lord Byron, considerado uno de los mejores y más importantes escritores del Romanticismo. Entre sus obras destaca "Don Juan". 
Su madre, Anne Isabelle, abandonó a su esposo en 1816, después de descubrir que no le era fiel y dar a luz la única hija legítima del poeta, Augusta Ada. Los rumores sobre las relaciones incestuosas de Byron con su hermanastra Augusta, los poemas antipatriòtics, la acusación de sodomia y las dudas sobre el estado de su cordura provocaron su ostracismo social. Amargado profundamente, Byron abandonó para siempre Inglaterra en 1816 y nunca llegó a ejercer como padre.
Su madre la instruyó desde la lógica y la ciencia e intentó que no siguiera el camino de su padre; convertirse en poeta. Esto cambió su manera de ver el mundo, todo lo traducía a una manera matemática o científica. Desde pequeña dejó claro que ella quería ser matemática y metafísica. También hay que destacar el hecho que pasó gran parte de su niñez a la cama, debido a la enfermedad del sarampión.

## Argumento
Hannah traza la unión improbable de Ada con Charles Babbage, el padre de los ordenadores. Babbage diseñó el primer vapor del mundo: los ordenadores alimentados, pero fue Ada quien se dio cuenta del potencial de estas nuevas máquinas. Durante su vida, Ada fue más conocida por ser la hija del poeta Byron, ya que fue sólo con el Adviento de informática moderna cuando pudo ser homologada como visionaria. Hannah explora cómo la herencia única de Ada - imaginación poética y lógica racional - la ha hecho la profeta idónea de la edad digital.

## Localizaciones
Durante el documental, se inevestiga la vida de Ada Lovelace desde una serie de localizaciones que marcaron su vida:
- Horsely Towers Surrey: La casa donde Ada Lovelace pasó la mayoría de su edad adulta. Allí se casó con Lord Lovelace y en 1843 escribió la primera programación de ordenador, junto con Babbage.
- Science Museum de Londres: Donde se encuentra la réplica de una parte de la máquina de Babbage, que era igual al trabajo matemático de muchas personas. Funciona rompiendo una gran ecuación en pequeñas y resolviendo así solo ecuaciones simples. También es el sitio donde nos encontramos a la doctora Tilly Blyth, experta en la máquina.
- Royal Holloway, University of London: Donde el Dr. Docon Swade, que nos explica las modificaciones que realizó Babbage dentro de su máquina, creó La Ingeniería Analítica, siguiendo el legado de Ada Lovelace.
- Paradise Mill, Macclesfield: Donde encontramos el telar de Jacquard, que funcionaba con un sistema binario en el que las teles se tejían a través de un patrón de agujeros establecido. Es el lugar donde Mike Scott explica el funcionamiento.
- El centro de Londres: Ubicación donde se explica la subvención económica que Ada Lovelace pidió al gobierno para elaborar su máquina.
- Epsom Downs Racecourse, Surrey: Donde Ada Lovelace empezó a apostar a las carreras de caballos para conseguir dinero para sus proyectos.[2]

## Producción
La producción de documental estuvo a cargo de la BBC, bajo la dirección de Nato Sharman y la presentadora Hannah Fry. La producción culminó con su estreno el 17 de septiembre de 2015. El idioma de la versión original es el inglés británico.
El documental cuneta con la participación de expertos en el tema en cuestión. Un ejemplo es la doctora Tilly Blyth, quien nos explica en el Museo de Londres el funcionamiento de la máquina de Babbage. También aparece Dr. Docon Swade, profesor de la Universidad de Londres que explicará el funcionamiento de la segunda máquina de Babbage.

## La narradora: Hannah Fry
Hannah Fry (1983) es la narradora de este documental. Se trata de una matemática, autora, conferenciante y presentadora de radio y televisión irlandesa. Sus estudios engloban desde los comportamientos humanos y cómo la matemática se puede aplicar a estos. Se graduó en la Universidad de Londres (University College London) y en 2011 fue premiada por la UCL con su trabajo de final de grado en fluidos dinámicos.